# Lípe
 (mai 2015).
Si vous disposez d'ouvrages ou d'articles de référence ou si vous connaissez des sites web de qualité traitant du thème abordé ici, merci de compléter l'article en donnant les références utiles à sa vérifiabilité et en les liant à la section « Notes et références ».
Les Lípes sont une population amérindienne du sud de la Bolivie et de l'extrême nord de l'Argentine, en Amérique du Sud, très proche des Atacamas et aujourd'hui disparue. Ils habitaient la région de la puna et de l'altiplano principalement au nord du 22e parallèle et à l'est du cordon le plus élevé des sommets andins, arrivant jusqu'aux vallées occidentales du département de Tarija en Bolivie et des zones septentrionales des provinces argentines de Salta (départements de Santa Victoria et d'Iruya) et de Jujuy où ils entraient en contact avec les Omaguacas ou Humahuacas et les Diaguitas.
Tant par leurs lignages que par leur langue d'origine, il est évident que les Lípes, et une partie des chilchas ou chichas, faisaient partie de l'ensemble lickan-antay, étant une des partialités (tribus) importantes de celui-ci. Cependant, à cause de leur situation géographique dans le corridor allant depuis l'altiplano andin jusqu'à la région du Chaco, ils subirent de fortes influences culturelles depuis le nord. Ce fut d'abord celle de la culture tiawanacote ou horizon Tiwanaku, et ensuite l'influence déterminante du Tawantinsuyu ou Empire Inca. 
Tant et si bien que les Lípes comme les Chilchas étaient très transculturés par les Kechuas ou Quechuas. Parmi les principaux aspects de cette transculturation, apparaissent l'usage de la langue runasimi (ou quechua) et la célébration de certaines fêtes issues des 
Andes Centrales (le tantanakui, fête de la Pachamama, le tinkunaku, le  corpachadas etc.). De ce fait, les Lípes ont l'habitude de passer inaperçus sous le nom de Collas ou Koyas, dénomination très fourre-tout qui englobe des ethnies très diverses de la région de l'altiplano, de la puna et des régions proches.

## Toponymie
Les Lípes ont donné leur nom aux deux provinces boliviennes du Nor Lípez et Sud Lípez, dans le département de Potosí.